# Характер (психологія)
Характер (вдача) — у психології, індивідуально упорядковане поєднання найстійкіших психологічних особливостей особистості, які виявляються в її діяльності та соціальній поведінці, зумовлюючи типові для неї способи ставлення до колективу, до інших людей, до праці, навколишньої дійсності та самої себе.
Поняття «характер» походить від грецького слова character, яке означає «печать», «чеканка».
Вважається, що характер формується на основі властивостей темпераменту та соціальних відносинах. Темперамент з характером мають спільну фізіологічну основу(один із типів вищої нервової діяльності)
Як правило, для позначення цього явища у літературі художнього спрямування вживається слово «вдача», а термін «характер» — у літературі з психології.

## Риси
В системі відносин особистості виділяють чотири групи рис характеру, що утворюють симптомокомплекси:
1. ставлення людини до інших людей, до колективу, до суспільства: індивідуалізм; колективізм (товариськість, чуйність, повага до інших, і «протилежні» риси — замкнутість, черствість, грубість, зневага до людей);
2. риси, що показують ставлення людини до праці, до своєї справи (працьовитість, схильність до творчості, сумлінність в роботі, відповідальне ставлення до справи, ініціативність, наполегливість і «протилежні» їм риси — лінощі, схильність до рутинної роботи, несумлінність у роботі, безвідповідальне ставлення до справи, пасивність);
3. риси, що показують, як людина ставиться до самої себе (почуття власної гідності, гордість, що правильно розуміється особою, і пов'язана з нею самокритичність, скромність і «протилежні» їм риси: зарозумілість, що іноді переходить у нахабність, марнославство, егоцентризм, як схильність розглядати в центрі подій себе і свої переживання, егоїзм — схильність піклуватися переважно про своє особисте благо);
4. риси, що характеризують ставлення людини до речей (акуратність або неохайність, дбайливе або недбале поводження з речами).

## Теорії і типології характерів
Найвідомішу теорію характеру запропонував німецький психолог Е. Кречмер. Згідно з цією теорією, характер залежить від статури. Кречмер описав три типи статури і відповідні їм три типи характеру:
- астеніки (від грец. ἀσθενές — слабкий) — люди худі, з подовженим обличчям, довгими руками і ногами, плоскою грудною кліткою і слабкою мускулатурою. Відповідний тип характеру — шизотиміки — люди замкнуті, серйозні, вперті, важко пристосовуються до нових умов. При розладах психіки схильні до шизофренії.
- атлетики (від грец. ἀθλητικός — властивий борцям) — люди високі, широкоплечі, з могутньою грудною кліткою, міцним скелетом і розвиненою мускулатурою. Відповідний тип характеру — іксотиміки — люди спокійні, невразливі, практичні, владні, стримані в жестах і міміці, не люблять змін і погано до них пристосовуються. При розладах психіки схильні до епілепсії.
- пікніки (від грец. πυκνός — щільний, товстий) — люди середнього зросту, повненькі або схильні до ожиріння, з короткою шиєю, великою головою і широким обличчям з дрібними рисами. Відповідний тип характеру — циклотиміки — люди товариські, контактні, емоційні, легко пристосовуються до нових умов. При розладах психіки схильні до біполярного афективного розладу.

За рівнем прояву рис характеру характери поділяються на
- середні («нормальні»),
- виражені (акцентуйовані),
- ті, що виходять за рамки психіатричної норми (психопатії).

## Формування (становлення) характеру
Формування характеру
Формування характеру відбувається в різних за своїми особливостями та рівнем розвитку групах (родина, дружня компанія, клас, спортивна команда, трудовий колектив та ін.) У залежності від того, яка група є для особистості референтною і які цінності підтримує і культивує ця група, у людини розвиваються відповідні риси характеру.
Як було зазначено вище, характер є прижиттєвим утворенням. Це означає, що він формується після народження людини. Витоки характеру людини і перші ознаки його прояви слід шукати в самому початку життя. Основну роль у формуванні та розвитку характеру дитини грає його спілкування з оточуючими його людьми. У властивих для нього вчинках і формах поведінки дитина, перш за все, наслідує своїм близьким. За допомогою прямого навчання через наслідування і емоційне підкріплення він засвоює форми поведінки дорослих.
Сензитивним періодом для становлення характеру можна вважати вік від 2-3 до 9-10 років, коли діти багато й активно спілкуються як з оточуючими дорослими людьми, так і з однолітками. У цей період вони відкриті для впливів з боку, з готовністю їх приймають, шануючи їх в усьому. Дорослі люди в цей час користуються безмежною довірою дитини, мають можливість впливати на нього словом, вчинком і дією, що створює сприятливі умови для закріплення потрібних форм поведінки.
Дуже важливі для становлення характеру дитини стиль спілкування дорослих один з одним, а також спосіб звернення дорослих з самою дитиною. У першу чергу це стосується поводження батьків, і особливо матері, з дитиною. Те, як діють мати і батько щодо дитини, через багато років стає способом її поводження зі своїми дітьми, коли дитина стане дорослою і утворить власну сім'ю.
Раніше інших у характері людини закладаються такі риси, як доброта, товариськість, чуйність, а також протилежні їм якості — егоїстичність, черствість, байдужість до людей. Є дані про те, що початок формування цих рис характеру йде в глиб дошкільного дитинства, до перших місяців життя і визначається тим, як мати поводиться з дитиною.
Ті риси характеру, які найяскравіше проявляються в праці — працьовитість, акуратність, сумлінність, відповідальність, наполегливість, — складаються дещо пізніше, в ранньому та дошкільному дитинстві. Вони формуються і закріплюються в іграх дітей і доступних їм видах домашньої праці. Сильний вплив на їх розвиток надає адекватна віку і потребам дитини стимуляція з боку дорослих. У характері дитини зберігаються і закріплюються переважно такі риси, які постійно отримують підтримку (позитивне підкріплення).
У початкових класах школи формуються риси характеру, які полягають у відносинах з людьми. Цьому сприяє розширення сфери спілкування дитини з оточуючими за рахунок безлічі нових шкільних друзів, а також вчителів. Якщо те, що дитина як особистість придбала в домашніх умовах, отримує в школі підтримку, то відповідні риси характеру в неї закріплюються і найчастіше зберігаються протягом усього подальшого життя. Якщо ж знову отриманий досвід спілкування з однолітками і вчителями не підтверджує як правильні ті форми поведінки, які дитина придбала вдома, то починається поступова ломка характеру, яка зазвичай супроводжується вираженими внутрішніми і зовнішніми конфліктами. Боротьба не завжди приводить до позитивного результату. Найчастіше відбувається часткова зміна рис характеру і компроміс між тим, до чого привчали дитину вдома, і тим, що від неї вимагає школа.
У підлітковому віці активно розвиваються і закріплюються вольові риси характеру, а в ранній юності формуються базові моральні, світоглядні основи особистості. До закінчення школи характер людини можна вважати переважно сформованим, і те, що відбувається з нею надалі, майже ніколи не робить характер людини непізнаваним для тих, хто з нею спілкувався в шкільні роки.
Слід зазначити, що характер не є застиглим утворенням, а формується і трансформується протягом усього життєвого шляху людини. Характер не є фатально зумовленим. Хоча він і обумовлений об'єктивними обставинами життєвого шляху людини, самі ці обставини змінюються під впливом вчинків людини. Тому після закінчення навчального закладу характер людини продовжує формуватися або видозмінюватися. На цьому етапі людина сама є творцем свого характеру, оскільки характер складається в залежності від світогляду, переконань і звичок моральної поведінки, які виробляє у себе людина, від справ і вчинків, які вона робить, від усієї її свідомої діяльності. Цей процес у сучасній психологічній літературі розглядається як процес самовиховання.
Самовиховання характеру передбачає, що людина здатна звільнитися від зайвої зарозумілості, може критично подивитися на себе, побачити свої недоліки. Це дозволить їй визначити мету роботи над собою, тобто ті риси характеру, від яких би вона хотіла позбутися або, навпаки, які хотіла би виробити в себе. Неоціненну допомогу у вихованні характеру надають старші, тому більшість людей прагне знайти собі гарного наставника. Невипадково на Сході кажуть: «Якщо є учень, вчитель знайдеться». У цьому висловлюванні закладено глибокий зміст. Ніякий вчитель не в змозі навчити того, хто не хоче вчитися. Той, хто хоче вчитися, завжди знайде, на кого йому рівнятися.
Приклад для наслідування не обов'язково повинен бути реальним. Це може бути кіногерой або герой літературного твору, що відрізняється глибокою принциповістю і винятковою твердістю характеру, герой війни, передовий науковець і т. д. Крім цього, особливе значення у формуванні характеру має громадська діяльність людини, активна участь у якій розвиває почуття відповідальності перед колективом, сприяє розвитку організованості, витримки, почуття обов'язку.
Найефективнішим засобом формування характеру є праця. Сильними характерами володіють люди, що ставлять перед собою великі завдання в роботі, наполегливо домагаються їх вирішення, котрі долають усі виклики, які на шляху до досягнення цих цілей перешкоди, які здійснюють систематичний контроль за виконанням наміченого. Тому ми маємо право стверджувати, що характер, як і інші риси особистості, формується в діяльності.

## Особливості характеру
Центральними, або стрижневими відносинами особистості є ставлення особистості до оточуючих (колективу) і ставлення особистості до праці. Існування центральних, стрижневих відносин і обумовлених ними властивостей у структурі характеру має важливе практичне значення у вихованні людини.
Неможливо подолати окремі вади характеру (наприклад, грубість і брехливість) і виховати окремі позитивні властивості (наприклад, ввічливість і правдивість), ігноруючи центральні, стрижневі відносини особистості, а саме ставлення до людей. Іншими словами, не можна формувати лише певні властивості, виховувати можна тільки цілу систему взаємопов'язаних властивостей, звертаючи при цьому основну увагу на формування центральних, стрижневих відносин особистості, а саме відносин до людей (колективу) і праці.
Цілісність характеру, однак, не абсолютна. Це пов'язано з тим, що центральні, стрижневі відносини не завжди цілком і повністю визначають інші. Крім того, ступінь цілісності характеру індивідуально-своєрідний. Зустрічаються люди з більш цілісним та менш цілісним або суперечливим характером. Разом з тим, необхідно відзначити, що коли кількісна вираженість тієї чи іншої риси характеру досягає граничних величин і виявляється близькою до межі норми, виникає так звана акцентуація характеру.
Акцентуація характеру — це крайні варіанти норми, як результат посилення окремих рис характеру. Акцентуація характеру при досить несприятливих обставинах може призвести до патологічних порушень і змін поведінки особистості, до психопатії, але ототожнювати її з патологією неправильно.
Властивості характеру визначаються не біологічними закономірностями (спадковими факторами), а громадськими (соціальними факторами).

## Зв'язок з темпераментом
Темперамент також не зумовлює рис характеру, але між ним і властивостями характеру існує тісний взаємозв'язок. Від темпераменту залежать динамічні особливості прояву характеру. Наприклад, товариськість у сангвініка і флегматика буде проявлятися по-різному. Темперамент впливає на розвиток окремих рис характеру. Одні властивості темпераменту сприяють формуванню певних рис характеру, інші — протидіють.
Залежно від типу темпераменту дитини необхідно використовувати індивідуальні прийоми впливу на неї, щоб виховати потрібні властивості характеру.
Існує і зворотна залежність проявів темпераменту від характеру людини. Завдяки певним рисам характеру людина може стримувати небажані за даних обставин прояви темпераменту.